# James Wolcott Wadsworth den yngre
James Wolcott Wadsworth Jr., född 12 augusti 1877 i Geneseo, New York, död 21 juni 1952 i Washington DC, var en amerikansk republikansk politiker. Han var ledamot av USA:s senat 1915-1927 och ledamot av USA:s representanthus 1933-1951.
Senator Wadsworth var motståndare till kvinnlig rösträtt. Hans fru Alice Wadsworth ledde organisationen emot kvinnlig rösträtt National Association Opposed to Woman Suffrage. Wadsworth var republikansk whip under sitt första år i senaten. Han efterträddes som whip av Charles Curtis. Wadsworth var den första republikanska senatorn att tjänstgöra som whip; demokraterna hade utsett J. Hamilton Lewis till whip redan 1913.
Wadsworth var speciellt känd för sitt motstånd mot rusdrycksförbudet. Han blev 1926 medlem i Association Against the Prohibition Amendment som förespråkade ett slut på förbudslagstiftningen. Mellan 1926 och slutet på förbudstiden 1933 höll Wadsworth 131 tal för organisationen emot rusdrycksförbudet. Han kandiderade 1926 till omval men förlorade mot demokraten Robert F. Wagner.
Sex år efter slutet på karriären i senaten återkom Wadsworth till USA:s kongress som ledamot av representanthuset. Den kammaren lämnade han frivilligt efter nio tvååriga mandatperioder. Som ledamot av representanthuset motsatte han sig till den största delen av Franklin D. Roosevelts reformprogram New Deal. Han var motståndare till minimilöner och till federala lagar emot lynchning, eftersom han ansåg att varje delstat ska få stifta sina egna lagar i den frågan. I utrikespolitiska frågor var han emot den isolationistiska tendensen i sitt eget parti.